# أسيتات الرصاص الرباعي
أسيتات الرصاص الرباعي (أو رباعي أسيتات الرصاص) مركب كيميائي صيغته C8H12O8Pb، والتي يمكن كتابتها على الشكل Pb(C2H3O2)4؛ ويوجد في الشروط القياسية على شكل بلورات عديمة اللون.

## التحضير
يحضر المركب من تفاعل أكسيد الرصاص الثنائي والرباعي (أحمر الرصاص) مع حمض الأسيتيك أو أنهيدريد الأسيتيك.

## الخواص
ينحل المركب في حمض الأسيتيك على الساخن بسهولة؛ لكنه يتحلمه في الماء إلى أكسيد الرصاص الرباعي وحمض الأسيتيك. بالمقابل ينحل المركب في المذيبات اللاقطبية، مما يدل على أنه ليس ملحاً.

## الاستخدامات
للمركب استخدامات في مجال الاصطناع العضوي.